# Montvicq
Montvicq település Franciaországban, Allier megyében. Lakosainak száma 697 fő (2022. január 1.). Montvicq Bézenet, Doyet, Hyds, Louroux-de-Beaune és Malicorne községekkel határos.

## Népesség
A település népességének változása:
| Lakosok száma | 830  | 677  | 677  | 726  | 728  | 711  | 720  | 715  | 709  | 697  |
|               | 1968 | 1982 | 1990 | 2006 | 2013 | 2015 | 2017 | 2019 | 2020 | 2022 |